# Verknipt
Verknipt is een single van André van Duin. De single was niet als commerciële ondersteuning van een van zijn elpees bedoeld. De single laat zich beluisteren als een verzamelalbum maar dan op singleformaat. Er komen in circa drie minuten allerlei lied- en sketchfragmenten van de artiest voorbij. Ze sluit af met het "Puinhoop hè", bekend van de Dik Voormekaar Show.
De hoes kon volgens instructielijnen ook verknipt worden.